# Фотографія в стилі ню

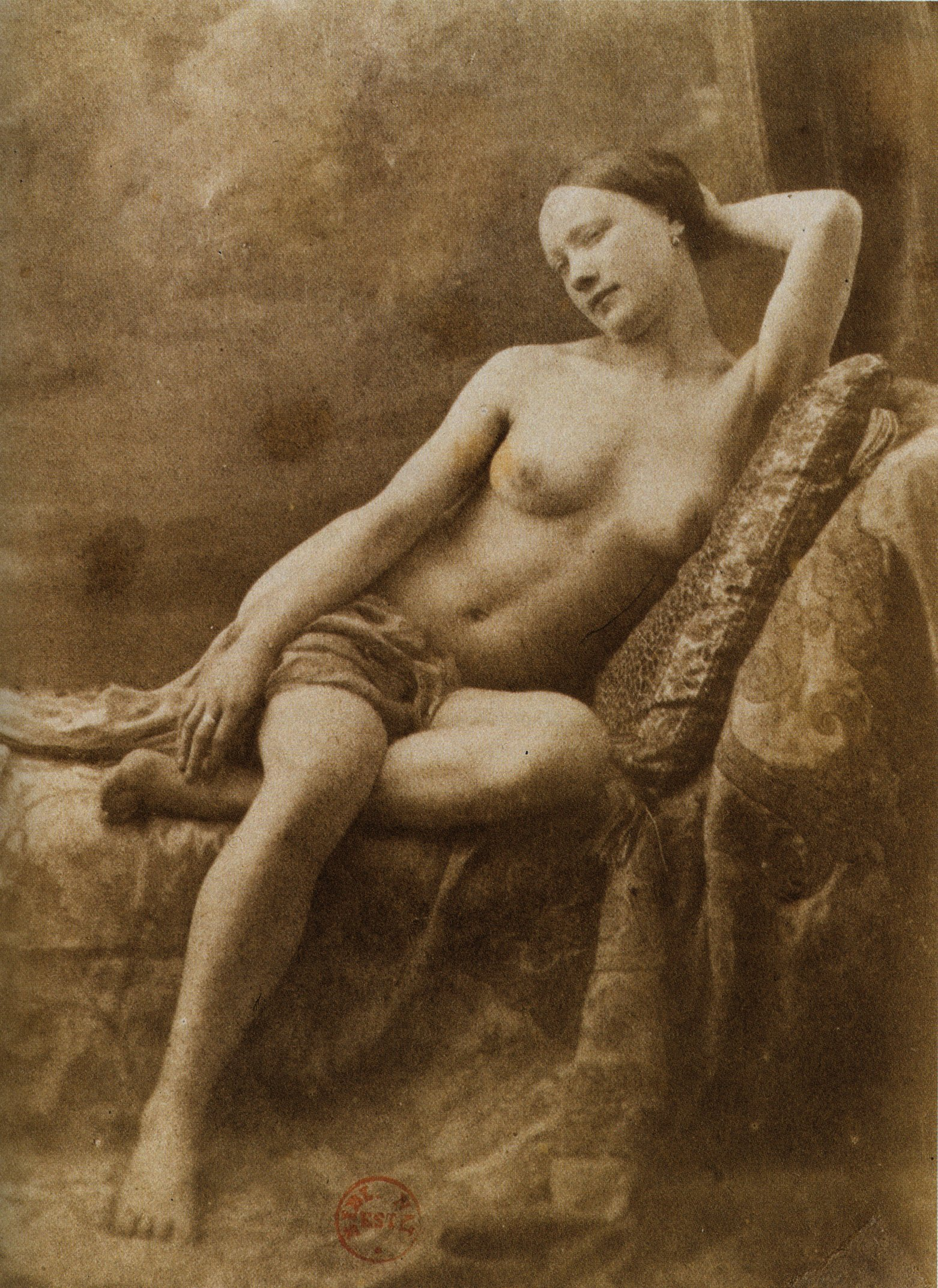
Фотографія, частина серії, створеної з Еженом Делакруа

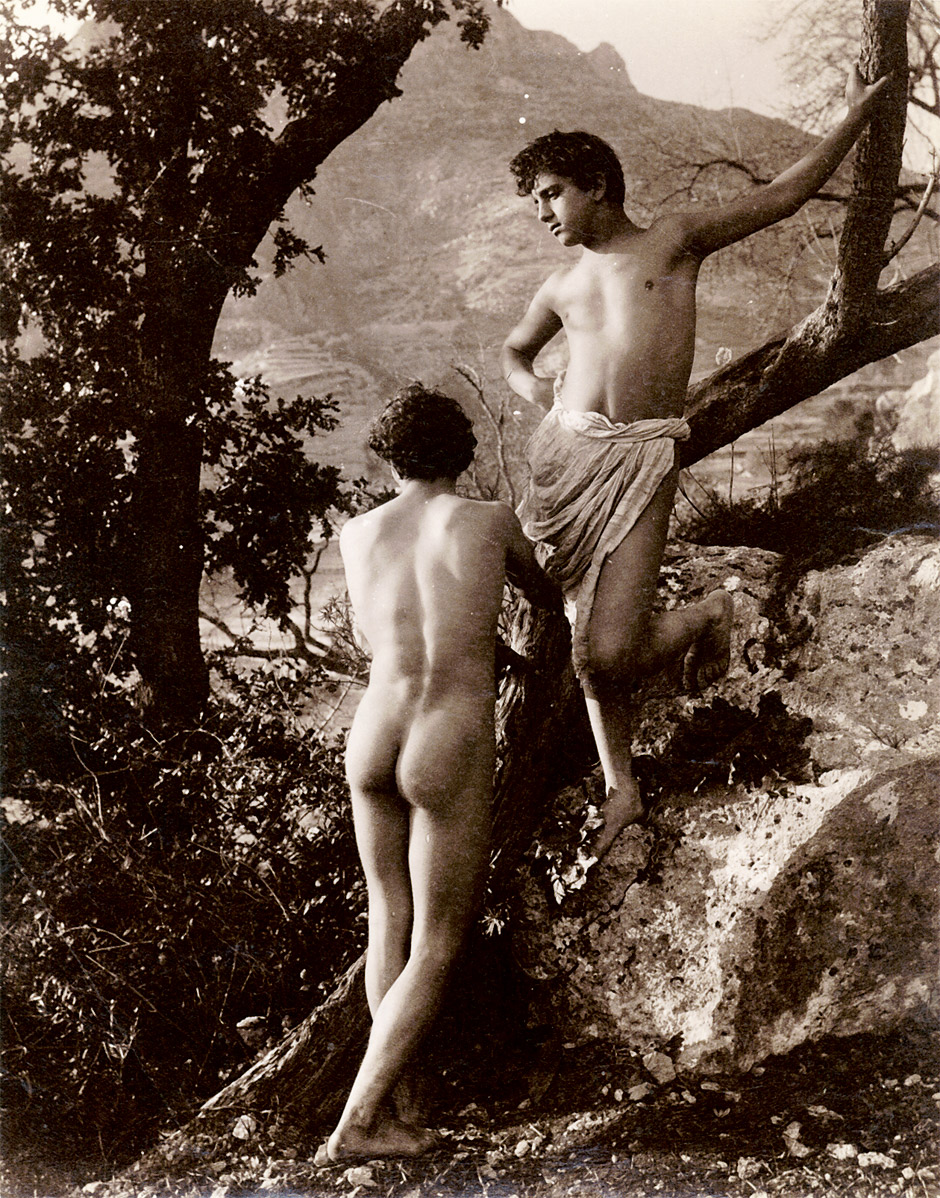
Вільгельм фон Гледен ,«Два оголені чоловіки на природі», 1900 рік

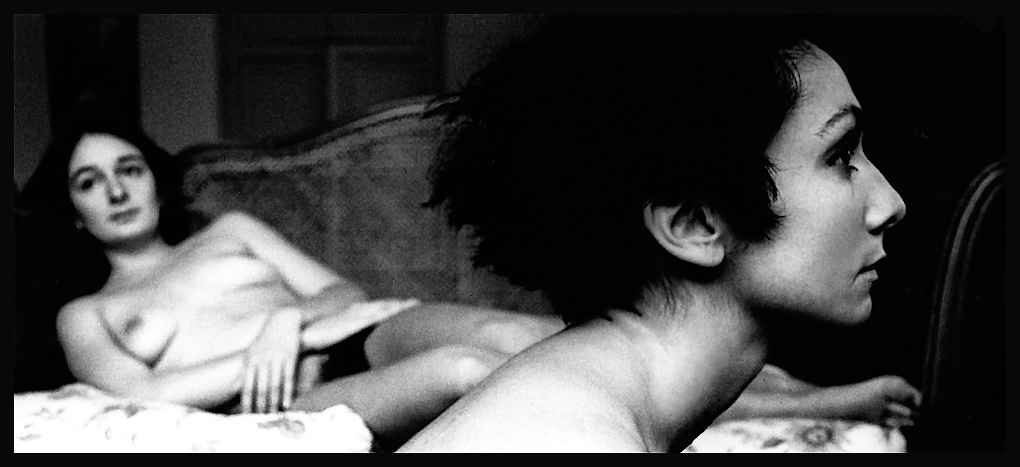
Аугусто Де Лука, Італія, «Оголені», 1980

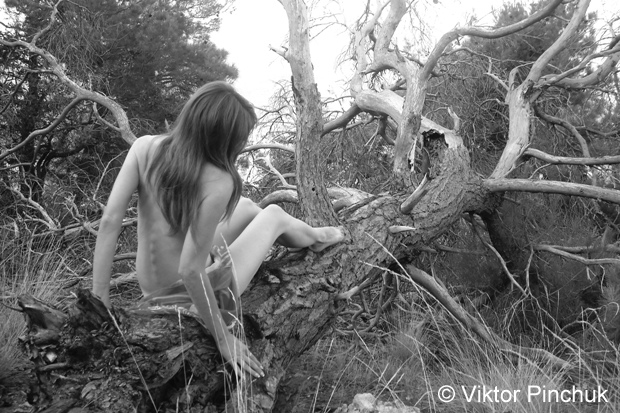
«Етюд», 2015

Художня фотографія в стилі ню — жанр художньої фотографії, що зображує оголене людське тіло з акцентом на формі, композиції, емоційній складовій та інших естетичних якостях. Оголена натура стала об'єктом фотографії майже з моменту винаходу фотоапарата і грала значної ролі у становленні форми мистецтва. Розмежування між художньою та іншими жанрами фотографії не є чітким та безперечним, але є деякі визначальні характеристики. У художній фотографії еротичний інтерес, хоча він часто присутній, є вторинним, що відрізняє її і від гламурної фотографії, яка хоче показати об'єкт фотографії в найпривабливішому вигляді, і від порнографічної, головна мета якої сексуально збуджувати глядача. Художні фотографії не створюються з наміром бути використаними у журналістських, наукових чи інших практичних цілях. Відмінності між жанрами не завжди зрозумілі, і фотографи, як і інші митці, як правило, мають свою оригінальну точку зору на свою творчість, яку глядач, зі свого боку, може також сприймати по-своєму .
Голе тіло спірно і неоднозначно сприймається як об'єкт у всіх видах мистецтва, але особливо у фотографії через властивий їй реалізм. Чоловіча оголеність, на жаль, менш поширена, ніж жіноча, і рідше виставляється та публікується. Використання дітей для зйомки у жанрі ню особливо спірне.

## Історія

### XIX століття
На ранньому етапі в західних культурах автори, які прагнули утвердити ню-фотографію як вид образотворчого мистецтва, часто вибирали жінок як об'єкти для зйомки, надаючи їм пози, що відповідали традиціям жанру в живописі та скульптурі. До появи ню-фотографії зазвичай використовувалися алюзії на класичну античність: боги та воїни, богині та німфи. Зображення чоловічих та жіночих оголених тіл у традиційному художньому середовищі було, в основному, обмежено зображенням ідеального воїна або спортсмена (для чоловіків), або тим, що підкреслювало божественність та відтворення (для жінок), раннє фотографічне мистецтво використовувало ці архетипи. Пози, освітлення, м'який фокус, віньєтування та ретуш застосовувалися для створення фотографічних зображень, які досягли рівня, порівнянного з іншими мистецтвами того часу. Основним обмеженням було те, що ранні фотографії були монохромними . Хоча художники ХІХ століття інших жанрах образотворчого мистецтва часто використовували фотографії як замінників живих моделей, кращі з цих фотографій також були творами мистецтва самі собою. Ню-фотографія була більш суперечливою, ніж намальовані роботи і, щоб уникнути цензури, деякі ранні фотороботи були описані як «дослідження художників», тоді як інші використовувалися художниками як основа для створення малюнків та картин як доповнення до образу моделі.

### Сучасність
Оскільки художня фотографія спочатку охопила, а потім перейшла класичні алегоричні образи та фотографи чоловічої та жіночої статі стали використовувати чоловічу оголену фігуру як ще один засіб для вивчення проблем репрезентації та ідентичності, сексуальності та вуайєризму , фотографування оголених людей (зокрема оголених чоловіків) стала для жінок-художників способом порушити тему «оголених» з позиції влади, що традиційно відводиться чоловікам-художникам; альтернативно, оголений автопортрет дозволив чоловікам почати переоцінювати прийняті визначення чуттєвості та мужності, фотографуючи себе.